# مقاطعة ألساندريا

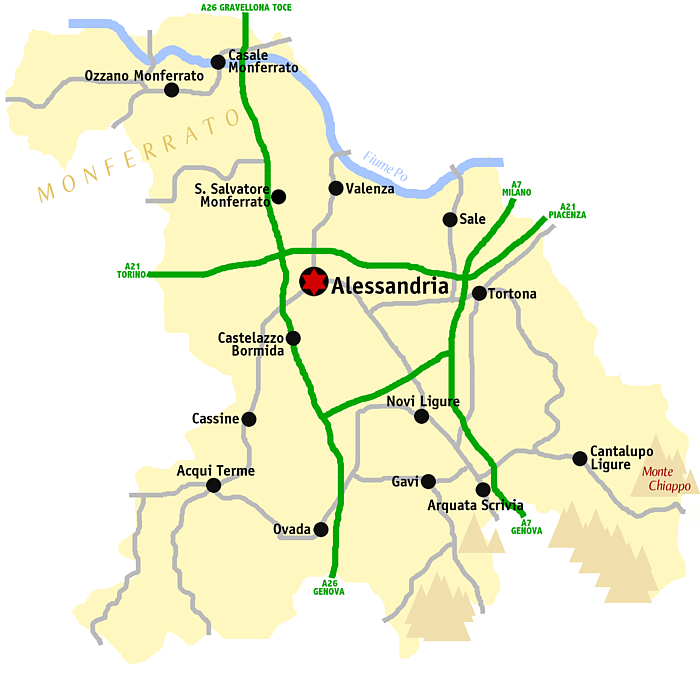
خريطة مقاطعة ألساندريا

مقاطعة ألساندريا (بالإيطالية: Provincia di Alessandria)‏، مقاطعة بشمال إيطاليا في إقليم بييمونتي سكانها أكثر من 432.129 نسمة ومساحتها 3560 كيلومتر مربع ويوجد بها 190 مدينة وبلدة وقرية، عاصمتها مدينة ألساندريا، يحدها شمالا مقاطعة فرشيلي، وغربا مقاطعة تورينو ومقاطعة أستي، وشرقا إقليم لومبارديا عند مقاطعة بابية، وجنوبا إقليم لغرية عند مقاطعة جنوة ومقاطعة سافونا، ومن الجنوب الشرقي إقليم إميليا رومانيا عند مقاطعة بياتشنزا.

## أهم المدن
| المدينة          | الاسم بالإيطالية  | السكان |
| ---------------- | ----------------- | ------ |
| ألساندريا        | Alessandria       | 91,373 |
| كازالي مونفيراتو | Casale Monferrato | 35,303 |
| نوفي ليغوري      | Novi Ligure       | 28,354 |
| تورتونا          | Tortona           | 26,661 |
| فالنزا           | Valenza           | 20,457 |
| أكوي تيرمي       | Acqui Terme       | 20,193 |